# Брюель
Брюель (нім. Brüel) — місто в Німеччині, розташоване в землі Мекленбург-Передня Померанія. Входить до складу району Людвігслуст-Пархім. Складова частина об'єднання громад Штернбергер-Зенландшафт.
Площа — 27,30 км2. Населення становить 2587 ос. (станом на 31 грудня 2020).

## Галерея

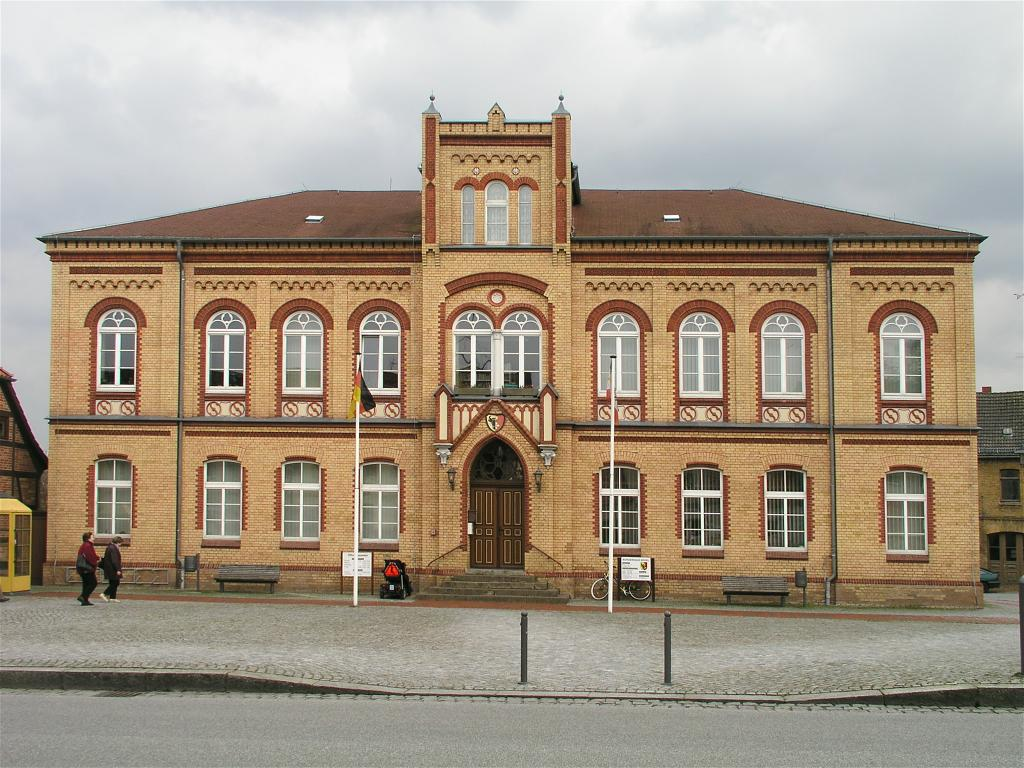
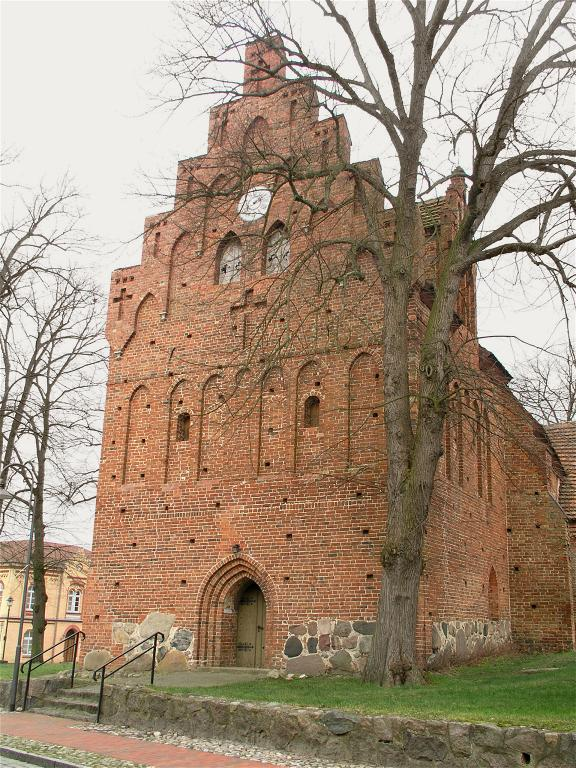
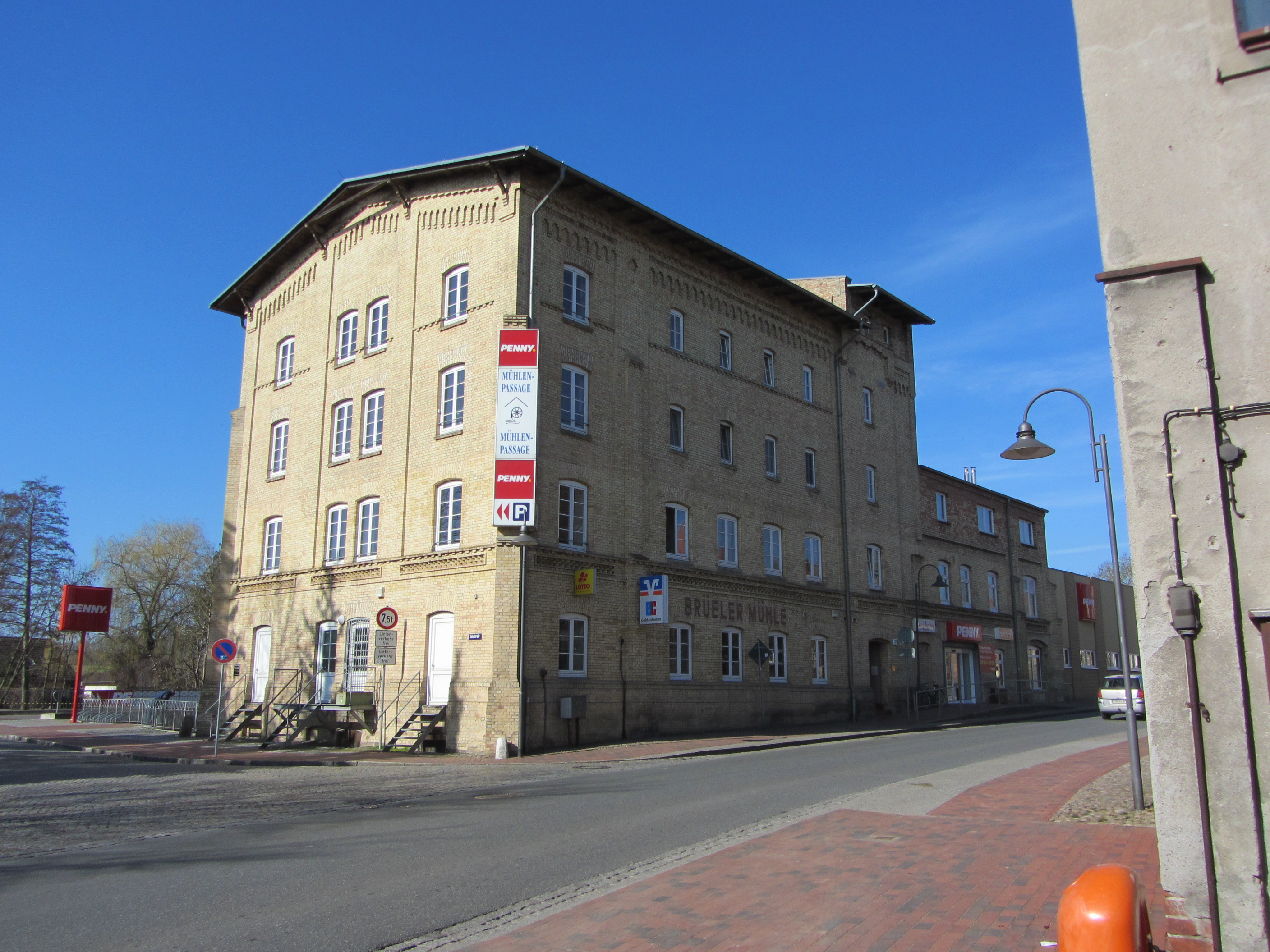
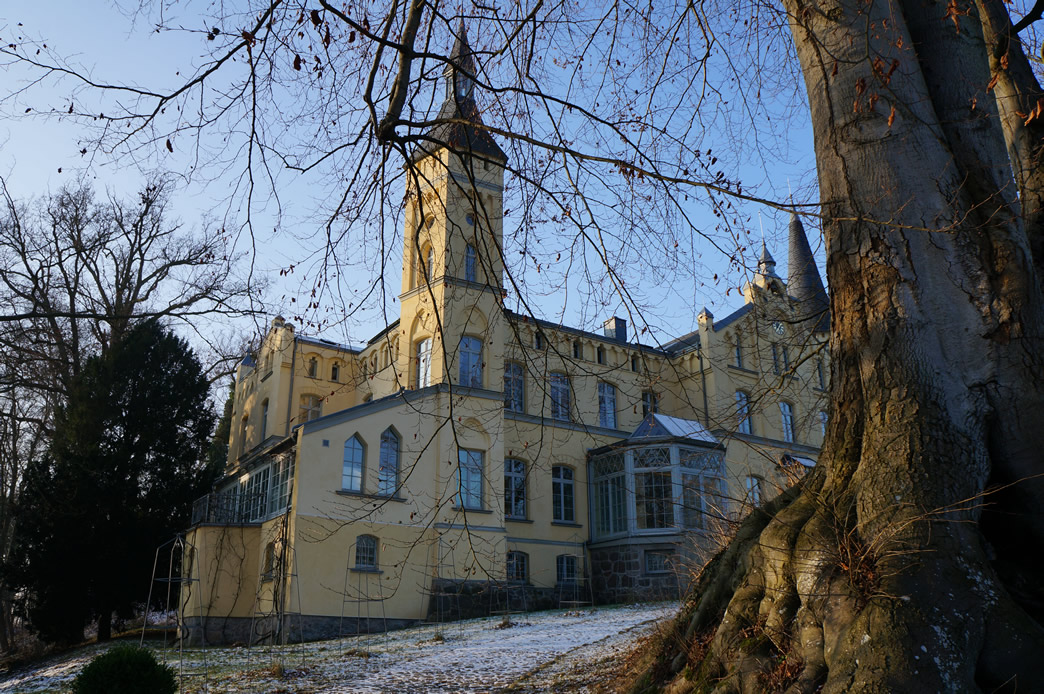
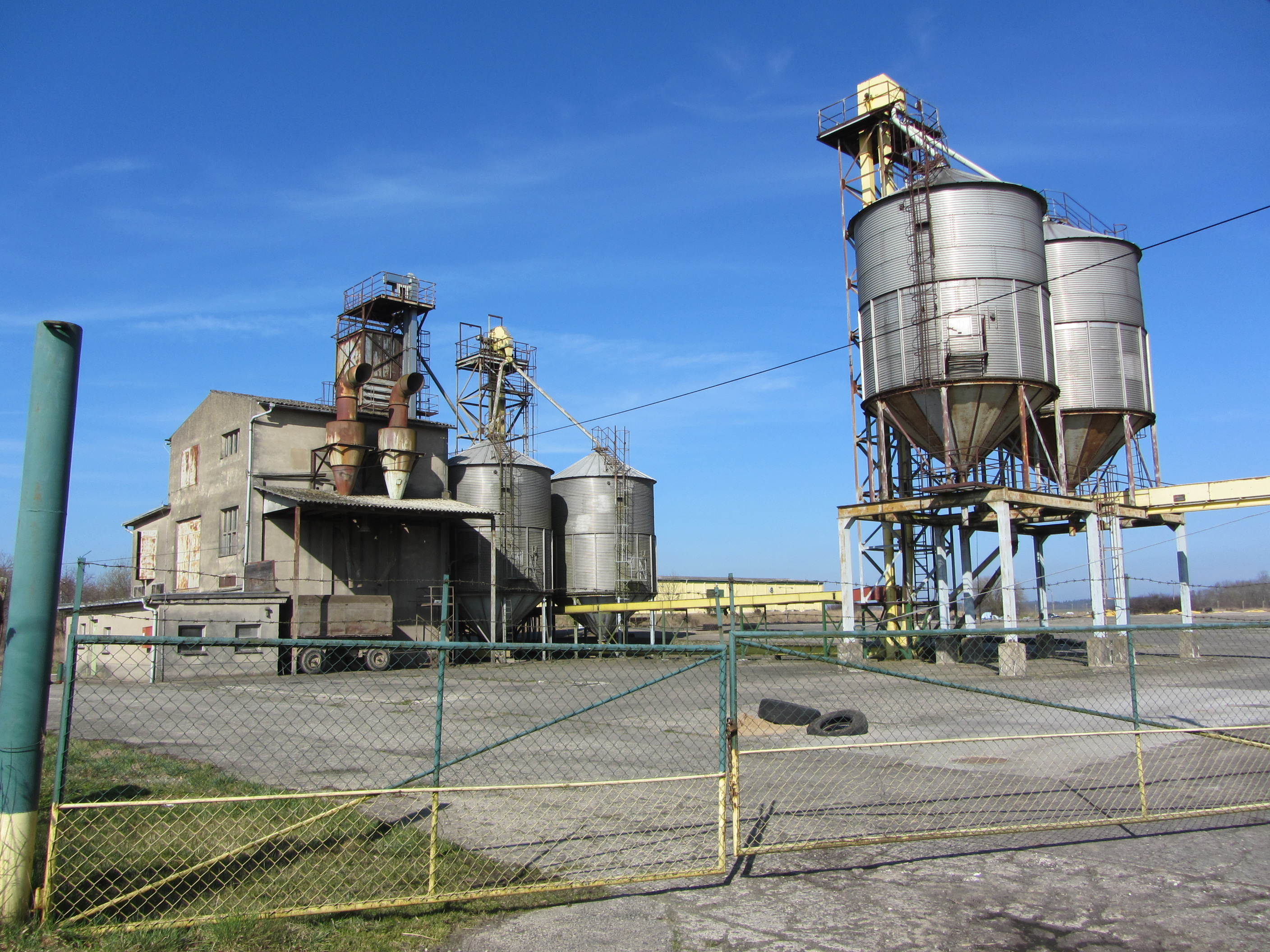